# Les Sœurs Soleil
Pour plus de détails, voir Fiche technique et Distribution.
Les Sœurs Soleil est un film français de 1997 réalisé par Jeannot Szwarc. On retrouve dans le film un grand nombre d'acteurs du Splendid (Marie-Anne Chazel, Thierry Lhermitte), d'autres acteurs de cinéma (Clémentine Célarié, Jean Reno) ainsi que des acteurs de télévision (Didier Bénureau).

## Synopsis
Bénédicte et Brice d'Hachicourt vivent à Jouy-en-Josas dans la grande propriété bourgeoise que Bénédicte a héritée de son père, Brice a repris l'entreprise de famille (autrefois spécialisée dans le papier alimentaire à la limite du dépôt de bilan avec l'arrivée du papier aluminium), qu'il a rebaptisé Toilnet. Le jour de son anniversaire, leur fille Clémence gagne le droit de participer au tournage du clip du nouveau tube de sa chanteuse préférée, Gloria Soleil. 
Bénédicte accepte d'y participer avec sa fille sans en avertir son mari, mais le clip est modifié au montage et ces deux dernières se retrouvent dans des situations équivoques avec des hommes presque nus. À la suite d'un incident technique lors d'un exposé présenté par Brice au Lions Clubs, le clip vidéo est retransmis sur M6 devant tous les membres du club. Bénédicte part donc à la recherche de Gloria pour obtenir l'arrêt de la diffusion du clip alors qu'elle doit monter son Opéra de Noé pour le spectacle de fin d'année de l'École Sainte-Blandine.

## Fiche technique
- Titre original : Les Sœurs Soleil
- Réalisation : Jeannot Szwarc
- Scénario : Marie-Anne Chazel et Michel Delgado
- Costumes : Charlotte David et Catherine Leterrier
- Photographie : Fabio Conversi
- Montage : Catherine Kelber
- Musique : Eric Levi
- Pays d'origine :  France
- Format : couleurs
- Genre : comédie
- Durée : 92 minutes
- Date de sortie : France : 2 avril 1997

## Distribution
- Marie-Anne Chazel : Bénédicte d'Hachicourt
- Clémentine Célarié : Gloria Soleil/Françoise Tricot
- Esther Dobong'na : Gloria Soleil (chant)
- Thierry Lhermitte : Brice d'Hachicourt
- Léonore Confino : Clémence d'Hachicourt
- Didier Bénureau : L'Abbé Gervais
- Bernard Farcy : Norbert Rubino
- Isabelle Carré : Murielle Musart
- Patrick Mazet : Maxo
- Matthew Marsden : Lawrence
- Daniel O'Grady : Archie
- George Mac : Burp
- Erick Desmarestz : Gilles Jutard
- Arièle Semenoff : Odile Jutard
- Alain Doutey : M. Duval Ratier
- Bruno Solo : Rud
- Louba Guertchikoff : Tante Linette
- Adrian Lester : Isaac Nelson
- Hélène Duc : la dame chez le vétérinaire
- Philippe Beglia : Rafiot
- Annie Grégorio : Jackie
- Éric Prat : Grobisse
- Christian Clavier : un spectateur
- Jean Reno : un spectateur
- Patrice Melennec : Le routier lubrique
- Pierre-Olivier Scotto